# Oxuderces wirzi
Az Oxuderces wirzi a csontos halak (Osteichthyes) főosztályának a sugarasúszójú halak (Actinopterygii) osztályába, ezen belül a sügéralakúak (Perciformes) rendjébe, a gébfélék (Gobiidae) családjába és az iszapugró gébek (Oxudercinae) alcsaládjába tartozó faj.

## Előfordulása
Az Oxuderces wirzi előfordulási területe Csendes-óceán nyugati részének a partvidékein van. A következő országok tengerpartjain lelhető fel: Pápua Új-Guinea és Ausztrália északi része.

## Megjelenése
Ez a halfaj legfeljebb 10,5 centiméter hosszú. A tarkója tájékán 26-44 pikkelye van. A második hátúszó és a farok alatti úszó összenőttek a farokúszóval.

## Életmódja
Trópusi halfaj, amely egyaránt megtalálható az édes, sós- és brakkvízben is. A folyótorkolatok iszapos és homokos partjain él. A levegőből veszi ki az oxigént.